# Kelani
Kelani (také Kelani River nebo Kelani Ganga, sinhálsky කැළණි ගඟ) je řeka na jihozápadě Srí Lanky, dlouhá 145 kilometrů. V době monzunu dosahuje průtok až 1500 m³/s. Vzniká soutokem zdrojnic Kehelgamu Oja a Maskeli Oja nedaleko hory Srí Páda (Adamova hora), významnými přítoky jsou Gurugoda a Síthawaka. Na horním toku se nachází národní park Horton Plains, řeka protéká největším srílanským městem Kolombem a ústí do Lakadivského moře. Kelani je využívána jako zdroj pitné vody, k zavlažování polí a k výrobě elektrické energie, významná je i těžba písku, provozuje se rafting. Na řece nedaleko města Kitulgala se natáčel film Most přes řeku Kwai.